# 패딩 (데이터베이스)
패딩 (padding)은 레코드나 블록의 맨 나중에 공백이나 의미가 없는 기호등을 추가하여 레코드나 블록을 고정 길이로 하는 것을 말한다. 암호화를 위해 메시지를 나눌 때 첫번째 혹은 제일 마지막 블록의 길이를 다른 메시지의 길이와 동일한 길이로 맞추기 위해 사용된다.
암호화 등의 처리를 할 때 메시지를 10bit 단위로 나눠 처리한다고 가정하고, 메시지가 10bit 단위로 나눠떨어지는 길이 (예 10bit, 100bit, 150bit 등의 10bit의 배수)인 경우는 문제가 없지만, 실제 암호화 대상 메시지의 길이가 105bit인 경우는 메시지의 처음 혹은 마지막 5bit가 남게 된다. 이런 경우 남은 5bit에 의미 없는 5bit의 데이터를 추가하여 10bit로 길이를 동일하게 한 다음 처리하게 된다.